# 北村央春
北村 央春（きたむら ひさはる、1958年4月14日 - ）は、大阪府出身のサッカー審判員（元・国際主審）。筑波大学卒業。
埼玉県内の大宮武蔵野高校で体育教員をしていた地方公務員の教員およびサッカー部の顧問であったが、2018年度で高校教員を退職した。
1993年11月にサッカー1級審判員の資格を得てキャリアを重ね、2008シーズンまでJリーグの審判を務めた。

## 話題になった試合
- 2005年J1第26節（10月1日）、柏レイソル-ヴィッセル神戸戦

片山義継が主審を務め、北村は第4の審判員を務めていたが、柏が1点リードして迎えた後半41分、交代を告げられピッチを歩いて去ろうとした小林亮に対して、片山は遅延行為としてイエローカードを提示した。小林に対する警告はこの試合2回目であったが、片山はこれに気付かず交代を認めた。本来、交代が認められるのはピッチを去った後であるため、このケースでは小林は2回目の警告として退場処分となり、当然交代は認められない。交代が認められた後、北村が片山に対して小林が退場になることを指摘し、片山は小林に対してレッドカードを提示したが、交代は取り消されずに柏・神戸ともに11人のまま試合は続けられた。これにより、北村は片山、副審の安食弘幸と共に、2005年10月末までJリーグの審判として指名を停止された。
- 2007年J2第16節（5月20日）、ベガルタ仙台-徳島ヴォルティス戦

北村の「曖昧なミスジャッジの連続」「ジャッジがあまりにも『フットボールの人間的部分』を欠いていた」 などの理由により、イエローカード8枚（仙台5枚・徳島3枚）・退場2名（共に仙台）という数字以上に荒れた試合となった。この試合は、週刊サッカーダイジェスト（2007年5月22日発売号）によって前代未聞の「3.0」という採点をされることとなった。

## 主審記録

### 北村央春
| 年度                | J1   | J1   | J2   | J2   |
| 年度                | 主審 | 副審 | 主審 | 副審 |
| ------------------- | ---- | ---- | ---- | ---- |
| 2002年以前 （累計） | 28   | 26   | 32   | 0    |
| 2003年              | 0    | 0    | 10   | 0    |
| 2004年              | 0    | 0    | 12   | 0    |
| 2005年              | 0    | 0    | 9    | 0    |
| 2006年              | 0    | 0    | 0    | 0    |

| 年度 | カテゴリ | 試合 |           | 得点 | 平均 得点 | 警告 | 退場     | 退場 | 平均 警告数 | 平均 退場数 | 退 席 |  |    | 勝利/ 引分 | 勝率/ 引分率 （%） |
| ---- | -------- | ---- | --------- | ---- | --------- | ---- | -------- | ---- | ----------- | ----------- | ----- |  | -- | ---------- | ------------------ |
| 年度 | カテゴリ | 試合 | 一発 退場 | 得点 | 平均 得点 | 警告 | 警告 2回 |      | 平均 警告数 | 平均 退場数 | 退 席 |  |    | 勝利/ 引分 | 勝率/ 引分率 （%） |
| 2007 | J2       | 11   | H         | 12   | 1.09      | 29   | 0        | 3    | 2.64        | 0.273       | 0     |  | H  | 3          | 27.3               |
| 2007 | J2       | 11   | A         | 16   | 1.45      | 26   | 2        | 1    | 2.36        | 0.273       | 0     |  | A  | 7          | 63.6               |
| 2007 | J2       | 11   | 計        | 28   | 2.55      | 55   | 2        | 4    | 5.00        | 0.545       | 0     |  | 分 | 1          | 9.1                |
| 2008 | J2       | 10   | H         | 17   | 1.70      | 15   | 1        | 1    | 1.50        | 0.200       | 0     |  | H  | 3          | 30.0               |
| 2008 | J2       | 10   | A         | 15   | 1.50      | 19   | 1        | 2    | 1.90        | 0.300       | 0     |  | A  | 4          | 40.0               |
| 2008 | J2       | 10   | 計        | 32   | 3.20      | 34   | 2        | 3    | 3.40        | 0.500       | 0     |  | 分 | 3          | 30.0               |

### Jリーグ全主審
| 年度 | カテゴリ                         | 試合 |           | 得点 | 平均 得点* | 警告 | 退場     | 退場  | 平均 警告数* | 平均 退場数* | 退 席 |  |    | 勝利/ 引分 | 勝率/ 引分率 （%） |
| ---- | -------------------------------- | ---- | --------- | ---- | ---------- | ---- | -------- | ----- | ------------ | ------------ | ----- |  | -- | ---------- | ------------------ |
| 年度 | カテゴリ                         | 試合 | 一発 退場 | 得点 | 平均 得点* | 警告 | 警告 2回 |       | 平均 警告数* | 平均 退場数* | 退 席 |  |    | 勝利/ 引分 | 勝率/ 引分率 （%） |
| 2007 | J1・J2・入替 ナビスコ ゼロックス | 682  | H         | 966  | 1.42       | 1277 | 16       | 54**  | 1.87         | 0.103        | 5     |  | H  | 293        | 43.0               |
| 2007 | J1・J2・入替 ナビスコ ゼロックス | 682  | A         | 850  | 1.25       | 1379 | 36       | 55    | 2.02         | 0.133        | 8     |  | A  | 241        | 35.3               |
| 2007 | J1・J2・入替 ナビスコ ゼロックス | 682  | 計        | 1816 | 2.66       | 2656 | 52       | 109** | 3.89         | 0.236        | 13    |  | 分 | 148        | 21.7               |
| 2008 | J1・J2・入替 ナビスコ ゼロックス | 685  | H         | 976  | 1.42       | 1119 | 22       | 37    | 1.63         | 0.086        | 2     |  | H  | 293        | 42.8               |
| 2008 | J1・J2・入替 ナビスコ ゼロックス | 685  | A         | 820  | 1.20       | 1311 | 16       | 54    | 1.91         | 0.102        | 4     |  | A  | 219        | 32.0               |
| 2008 | J1・J2・入替 ナビスコ ゼロックス | 685  | 計        | 1796 | 2.62       | 2430 | 38       | 91    | 3.55         | 0.188        | 6     |  | 分 | 173        | 25.3               |

- 備考

1. Jリーグを担当する主審は2007年が38人、2008年が36人（途中交代で主審を務めた副審は除く）である
2. 表中の「H」はホームチーム、「A」はアウェイチーム、「分」は引き分けを示す
3. 平均退場数に、監督・コーチ等チームスタッフの退席分は含まない
4. 一部試合に関する注意点
  1. *2007年ナビスコカップ準々決勝第2戦（7月15日）の川崎-甲府戦は延長戦となったため、90分当たりの平均値とした。
  2. **2007年J1第10節（5月6日）の大分-広島戦における、藤田義明（大分）に対する2回目の警告は長田和久主審の人違いであったため、出場停止等、懲戒運用上の退場処分（警告2回）は取り消されたが、公式記録は変更されず、また本稿では主審のカード提示枚数を記載しているため、この退場を含めた。

- 出典 - Jリーグ「Jリーグ試合記録」